# Шуйч
Шуйч (рум. Șuici) — село у повіті Арджеш в Румунії. Входить до складу комуни Шуйч.
Село розташоване на відстані 152 км на північний захід від Бухареста, 50 км на північний захід від Пітешть, 117 км на північний схід від Крайови, 95 км на південний захід від Брашова.

## Населення
За даними перепису населення 2002 року у селі проживали 1077 осіб, з них 1076 осіб (99,9%) румунів. Усі жителі села рідною мовою назвали румунську.